# Nemzeti Bajnokság IV 1942–1943
Nemzeti Bajnokság IV 1942–1943 sau liga a 4-a maghiară sezonul 1942–1943 a fost al 27-lea sezon desfășurat în această competiție. 

## Istoric și format
Liga a patra a fost formată din 25 de serii. Doar în seriile Tisa de Sus, grupa Baia Mare, Tisa de Sus - grupa Sătmar, Cluj și Criș au evoluat echipe românești. 
Cele 25 serii au fost: 
- Alföld,
- Budapesta, grupa Sud
- Budapesta, grupa Nord
- Budapesta, grupa Est
- TransDanubia de Sud, grupa Baranya
- TransDanubia Sud, grupa Somogy
- TransDanubia Sud, grupa Tolna
- Sud, grupa Subotica, subgrupa Dunăre
- Sud, grupa Subotica, subgrupa Subotica
- Sud, grupa Novi Sad, subgrupa Est
- Sud, grupa Novi Sad, subgrupa Vest
- Dunăre-Tisa, grupa Racoș
- Dunăre-Tisa, grupa Solnoc
- Dunăre-Tisa, grupa Vac
- TransDanubia Nord, grupa Gyor
- TransDanubia Nord, grupa Székesfehérvár
- TransDanubia Nord, grupa Szombathely
- De Sus, Buk
- De Sus, Matra
- De Sus, Sajo
- Tisa de Sus, grupa Hajdú(Debrețin)
- Tisa de Sus, grupa Baia Mare
- Tisa de Sus, grupa Sătmar
- Cluj
- Criș

## Seria Tisa de Sus, grupa Baia Mare
Echipele participante au fost din 5 localități: 
- Baia Mare: AS Noroc Bun II, AS Petroșeni II, AS II,
- Baia Sprie: CA Trezoreria
- Băița: AS Ungaria,
- Cavnic: CSM
- Copalnic-Mănăștur: AS Széchenyi István

Baia Mare a avut mai mult de o echipă.
| Poz | Echipă                                | Pld | W | D | L | GF | GA | GD | Pct |
| --- | ------------------------------------- | --- | - | - | - | -- | -- | -- | --- |
| 1   | AS Baia Mare II (C)                   | –   | – | – | – | –  | –  | –  | –   |
| 2   | CSM Cavnic (P)                        | –   | – | – | – | –  | –  | –  | –   |
| 3   | AS Széchenyi István Copalnic-Mănăștur | –   | – | – | – | –  | –  | –  | –   |
| 4   | AS Petroșeni Baia Mare II             | –   | – | – | – | –  | –  | –  | –   |
| 5   | AS Noroc Bun Baia Mare II             | –   | – | – | – | –  | –  | –  | –   |
| 6   | CA Trezoreria Baia Sprie              | –   | – | – | – | –  | –  | –  | –   |
| 7   | AS Ungaria Băița                      | –   | – | – | – | –  | –  | –  | –   |

(C) Campioana a fost AS Baia Mare II.

## Seria Tisa de Sus, grupa Sătmar
Echipele participante au fost din 5 localități: 
- Craihaza: CFM II
- Mátészalka: CG
- Nyíregyháza: ASG MOVE Szabolcs
- Satu Mare: AS II, Stăruința II, CFM II
- Valea lui Mihai: AF

Baia Mare și Satu Mare au avut mai mult de o echipă.
| Poz | Echipă                           | Pld | W | D | L | GF | GA | GD | Pct |
| --- | -------------------------------- | --- | - | - | - | -- | -- | -- | --- |
| 1   | AS Feroviar Satu Mare II (C)(P)  | –   | – | – | – | –  | –  | –  | –   |
| 2   | CFM Craihaza II                  | –   | – | – | – | –  | –  | –  | –   |
| 3   | CG Mátészalka                    | –   | – | – | – | –  | –  | –  | –   |
| 4   | ASG MOVE Szabolcs Nyíregyháza II | –   | – | – | – | –  | –  | –  | –   |
| 5   | Stăruința Satu Mare II           | –   | – | – | – | –  | –  | –  | –   |
| 6   | AF Valea lui Mihai (P)           | –   | – | – | – | –  | –  | –  | –   |
| 7   | AS Satu Mare II                  | –   | – | – | – | –  | –  | –  | –   |

(C) Campioana a fost AS Feroviar Satu Mare II.
(P) AF Valea lui Mihai a promovat în NBIII (liga a treia maghiară).
Surse:
"Sportul Național"/"Nemzeti Sport" din 1941.11.16

## Seria Cluj
Echipele participante au fost din 4 orașe:  
- Bistrița: ASM
- Cluj: AS Bastionul II, CA II, ASM, AS CFM II, ASSE, AS Poștașul și CA Universitar.
- Dej: AS, CFM
- Gherla: ASM Stăruința

Doar Cluj a avut mai multe echipe reprezentative.
| Poz | Echipă               | Pld | W  | D | L  | GF | GA | GD  | Pct |
| --- | -------------------- | --- | -- | - | -- | -- | -- | --- | --- |
| 1   | CA U Cluj(C)         | 18  | 17 | 0 | 1  | 76 | 18 | +58 | 34  |
| 2   | ASSE Cluj            | 18  | 13 | 1 | 4  | 45 | 20 | +25 | 27  |
| 3   | CA Cluj II           | 18  | 12 | 1 | 5  | 40 | 28 | +12 | 25  |
| 4   | CFM Dej              | 18  | 11 | 1 | 6  | 41 | 23 | +18 | 23  |
| 5   | AS Dej               | 18  | 9  | 2 | 7  | 30 | 32 | -2  | 20  |
| 6   | AS Bastionul Cluj II | 18  | 6  | 3 | 9  | 28 | 41 | -13 | 15  |
| 7   | ASM Stăruința Gherla | 18  | 7  | 1 | 10 | 35 | 54 | -19 | 15  |
| 8   | AS Poștașul Cluj     | 18  | 5  | 3 | 10 | 23 | 55 | -32 | 13  |
| 9   | AS CFM Cluj II       | 18  | 3  | 1 | 14 | 11 | 49 | -38 | 7   |
| 10  | ASM Bistrița         | 18  | 0  | 1 | 17 | 2  | 11 | -9  | 1   |
| 11  | Corvinul Cluj        | 18  | 0  | 1 | 17 | 2  | 11 | -9  | 1   |
| 12  | ASM Cluj             | 18  | 0  | 1 | 17 | 2  | 11 | -9  | 1   |

(C) Campioana CA U Cluj a promovat direct în NB II(liga a doua maghiară ).
** Toate celelalte echipe s-au calificat pentru NBIII.
Surse:
"Opoziția"/"Ellenzék" din 30.06.1943

## Seria Criș
Echipele participante au fost din 9 orașe:  
- Bichișciaba: AS Stăruința, CFM, Tricotaje
- Jula: AS, AC
- Mezobereni: AS
- Békésszentandrás: Huniad
- Condoroș: AS
- Gyomandrod: SG
- Oradea: CA II, CFM, Înfrățirea, AS Kolping Înfrățirea, CAO II, Electrica
- Orosháza: ASM
- Șercad: FZ

Doar Oradea a avut mai mult de o echipă.
| Poz | Echipă                                                | Pld | W  | D | L  | GF | GA | GD  | Pct |
| --- | ----------------------------------------------------- | --- | -- | - | -- | -- | -- | --- | --- |
| 1   | SG CFM Oradea / Nagyváradi MÁV TK (C)(P)              | 26  | 23 | 0 | 3  | 92 | 29 | +63 | 46  |
| 2   | SG Jula / Gyulai TE (P)                               | 26  | 14 | 5 | 7  | 51 | 34 | +17 | 33  |
| 3   | AS Mezobereni / Mezőberényi SE (P)                    | 26  | 13 | 7 | 6  | 54 | 42 | +12 | 33  |
| 4   | Tótkomlósi LE                                         | 26  | 14 | 2 | 10 | 70 | 49 | +21 | 30  |
| 5   | Cercul de Educație Fizică Orosháza/Orosházi MTK       | 26  | 14 | 1 | 11 | 52 | 50 | +2  | 29  |
| 6   | AS Condoroș/Kondorosi TE                              | 26  | 12 | 3 | 11 | 50 | 54 | -4  | 27  |
| 7   | AS Turul Sarvaș/Szarvasi Turul SE                     | 26  | 12 | 3 | 11 | 46 | 53 | -7  | 27  |
| 8   | CA Jula/Gyulai AC                                     | 26  | 10 | 6 | 10 | 39 | 35 | +4  | 26  |
| 9   | ASI Bichiș / Békési ISE                               | 26  | 11 | 2 | 13 | 39 | 52 | -13 | 24  |
| 10  | SG Gyoma/Gyomai TK                                    | 26  | 9  | 5 | 12 | 46 | 74 | -28 | 23  |
| 11  | AS Tricotaje Bichișciaba/Békéscsabai Rokka SE         | 26  | 10 | 2 | 14 | 43 | 45 | -2  | 22  |
| 12  | Cercul Sportiv Salonta                                | 24  | 10 | 1 | 15 | 48 | 72 | -24 | 21  |
| 13  | Huniad Békésszentandrás/Békésszentandrási Hunyadi     | 26  | 8  | 3 | 15 | 29 | 55 | -26 | 19  |
| 14  | Fabrica de Zahăr Șercad/Sarkadi Cukorgyári ASE (*)(R) | 26  | 2  | 0 | 24 | 9  | 24 | -15 | 4   |

(C) Campioana a fost SG CFM Oradea.
(P) SG CFM Oradea, SG Jula, AS Mezobereni au promovat în NBIII(liga a treia maghiară).
(R) Retrogradate.
(*) S-a retras.
Surse:
"Ziar sportiv"/"Sporthírlap" - 1943.07.21

## Vezi și
- Cupa Ungariei
- Supercupa Ungariei
- Cupa Ligii Ungariei
- Liga a 2-a Maghiară
- Prima ligă maghiară 1942–1943
- Liga a 2-a Maghiară 1942–1943
- Liga a 3-a Maghiară 1942–1943